# Eloceria angustifrons
Eloceria angustifrons là một loài ruồi trong họ Tachinidae.